# ホテルJALシティ仙台
ホテルJALシティ仙台（ホテルジャルシティせんだい）とは、宮城県仙台市青葉区にあるホテル。ホテルJALシティの1つである。

## 概要
1996年、仙台駅の西口周辺に「ホテルJALシティ仙台」として、開業。
全238室、308人収容2つのレストランと1つのバー、大小8つの宴会場、1つの面接室を備えている。

## 客室
- シングルルーム
  - スタンダード (17.0㎡)
  - Lルーム (17.0㎡)
  - エグゼクティブ (17.0㎡)
- ツインルーム
  - スタンダード (23.9㎡)
  - エグゼクティブスタンダード (23.9㎡)
  - スーペリア (25.4㎡)
  - エグゼクティブスーペリア (25.4 - 28.0㎡)
  - Lルーム (25.4 - 28.0㎡)
- ダブルルーム
  - スタンダード (21.0 - 21.1㎡)
  - エグゼクティブスタンダード (21.1㎡)
  - スーペリア (23.4㎡)
  - エグゼクティブスーペリア (23.4㎡)
- ジュニアスイート (50.8㎡)
- 和洋室
  - A Type (33.0㎡)
  - B Type (48.4㎡)

## 設備
- 創作料理の店 Jolie ジョリー
- 日本料理 和旬楽 わしゅんらく
- バー J-Lounge Jラウンジ

## アクセス
- 東日本旅客鉄道仙台支社（JR東日本）仙台駅から徒歩約5分。
- E4 東北道：仙台宮城ICから約7km。